# Georges Dybman
Georges Dybman est un producteur de films français.

## Biographie
Georges Dybman est né à Paris le 12 mai 1937 et est mort le 1er mai 2017.
Il travaille pour les sociétés cinématographiques Franco London Films, Greenwich Productions (Le Passager de la pluie, Adieu l'Ami)[réf. nécessaire], Gaumont de 1982 à 1985 (Un amour en Allemagne, Le Bon Roi Dagobert, Orfeo...) et les réalisateurs Costa-Gavras (Un homme de trop), Fassbinder (Querelle), Federico Fellini (E la nave va), Volker Schlöndorff (Un amour de Swann).
En tant que producteur indépendant (Arcadie productions), il produit entre autres Le Jeu avec le Feu d'Alain Robbe-Grillet et Leonor avec Juan-Luis Bunuel.
Il travaille également pour la télévision avec les sociétés Anabase Films (Une Table pour six), Hamster (Navarro), Ellipse Programme (Les Audacieux).
Il est membre de la Société civile des auteurs, réalisateurs et producteurs (ARP) depuis 2003,.

## Vie privée
Il épouse la journaliste et auteure Évelyne Malnic. Et avec elle, a trois enfants.

## Filmographie partielle
Sauf indication contraire, les informations mentionnées dans cette section peuvent être confirmées par la base de données cinématographiques IMDb,  présente dans la section « Liens externes ».

### Directeur de production
- 1970 : La Rose écorchée de Claude Mulot
- 1983 : Et vogue le navire… (E la nave va) de Federico Fellini[7]
- 1983 : Un amour en Allemagne de Andrzej Wajda
- 1983 : Danton de Andrzej Wajda
- 1984 : Carmen de Francesco Rosi
- 1984 : Un amour de Swann par Volker Schloendorf
- 1984 : Le Bon Roi Dagobert par Dino Risi
- 1985 : Police par Maurice Pialat
- 1990 : Navarro (série télévisée), saison 2, épisodes 2 et 3

### Producteur
- 1974 : La Gueule de l'emploi de Jacques Rouland[8]
- 1975 : Le Jeu avec le feu d'Alain Robbe-Grillet[9]
- 1975 : Véronique ou l'été de mes 13 ans de Claudine Guilmain
- 1975 : Léonor de Juan Luis Buñuel[10]
- 1984 : Le Bon Roi Dagobert de Dino Risi[11]
- 2004 : Premiers regards (mini-série documentaire) de Laurent Preyale[12]
- 2004 : La Révolution au féminin (téléfilm) de Laurent Preyale

### Producteur délégué
- 1985 : Orfeo de Claude Goretta
- 1994 : Les Enfants de la honte (en) (Nobody's Children) (téléfilm) de David Wheatley[13]